# مونگولفو-تزیدو
مونگولفو-تزیدو (به ایتالیایی: Monguelfo-Tesido) یک کومونه در ایتالیا است که در تیرول جنوبی واقع شده‌است. مونگولفو-تزیدو ۴۶ کیلومتر مربع مساحت و ۲٬۸۰۹ نفر جمعیت دارد و ۱٬۰۸۷ متر بالاتر از سطح دریا واقع شده‌است.